# Santa María de la Isla
Santa María de la Isla ist ein nordspanischer Ort und eine Gemeinde (municipio) mit 443 Einwohnern (Stand: 2024) im Süden der Provinz León in der Autonomen Gemeinschaft Kastilien-León. Neben dem Hauptort Santa María de la Isla gehört die Ortschaft Santibáñez de la Isla zur Gemeinde.

## Lage und Klima
Santa María de la Isla liegt etwa 42 Kilometer südwestlich von León in einer Höhe von etwa 790 m am Río Tuerto. Das Klima ist gemäßigt bis warm; Regen fällt überwiegend im Winterhalbjahr.

## Bevölkerungsentwicklung
| Jahr      | 1970 | 1981 | 1991 | 2001 | 2011 | 2021 |
| Einwohner | 1111 | 912  | 813  | 670  | 565  | 468  |

## Wirtschaft
An erster Stelle im Wirtschaftsleben der Gemeinde steht traditionell die ursprünglich zur Selbstversorgung betriebene Landwirtschaft. Auf den Feldern wurden Weizen, Gerste, Wein etc. kultiviert; die Hausgärten lieferten Gemüse und Kartoffeln. 

## Sehenswürdigkeiten

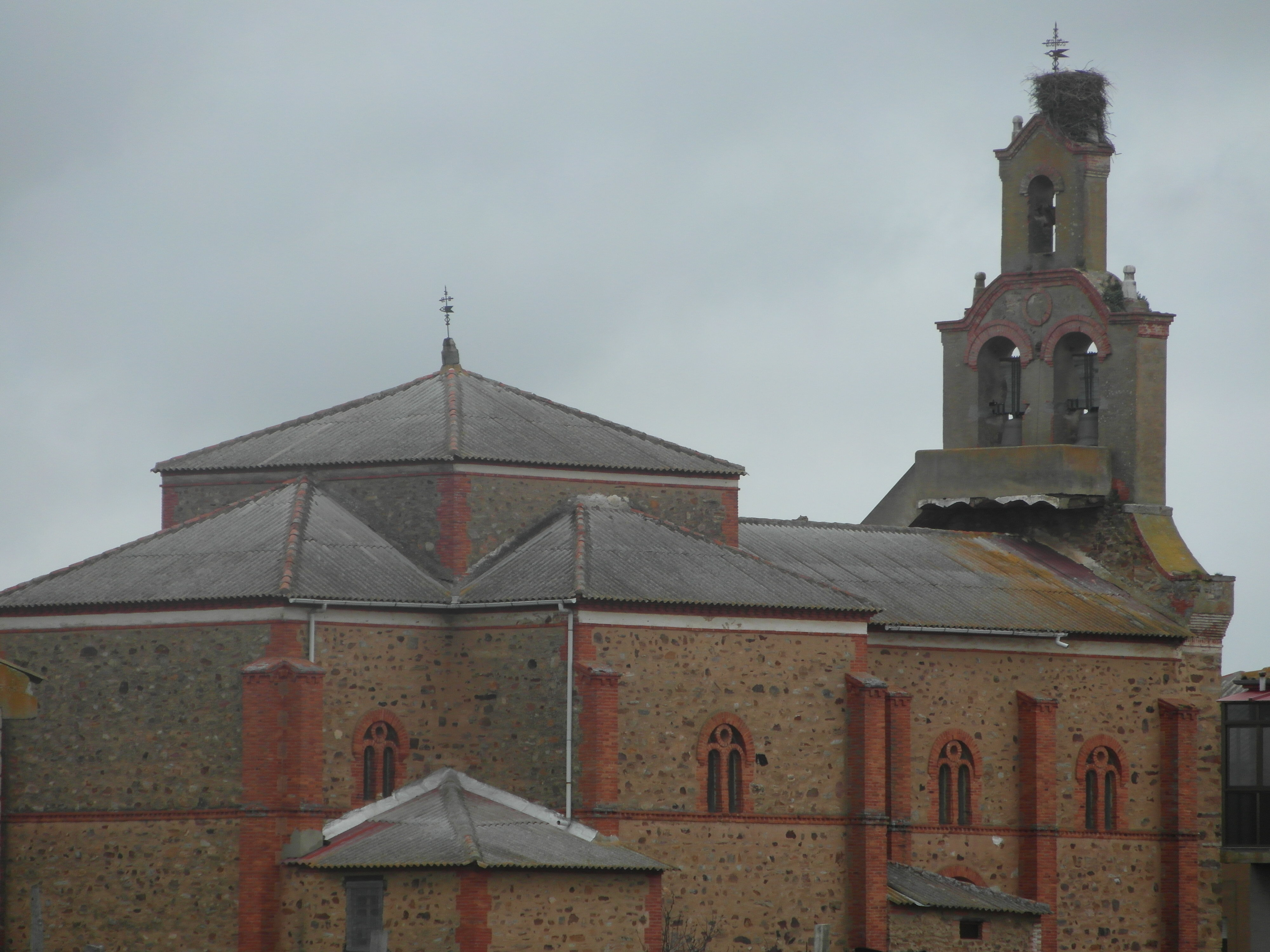
Kirche
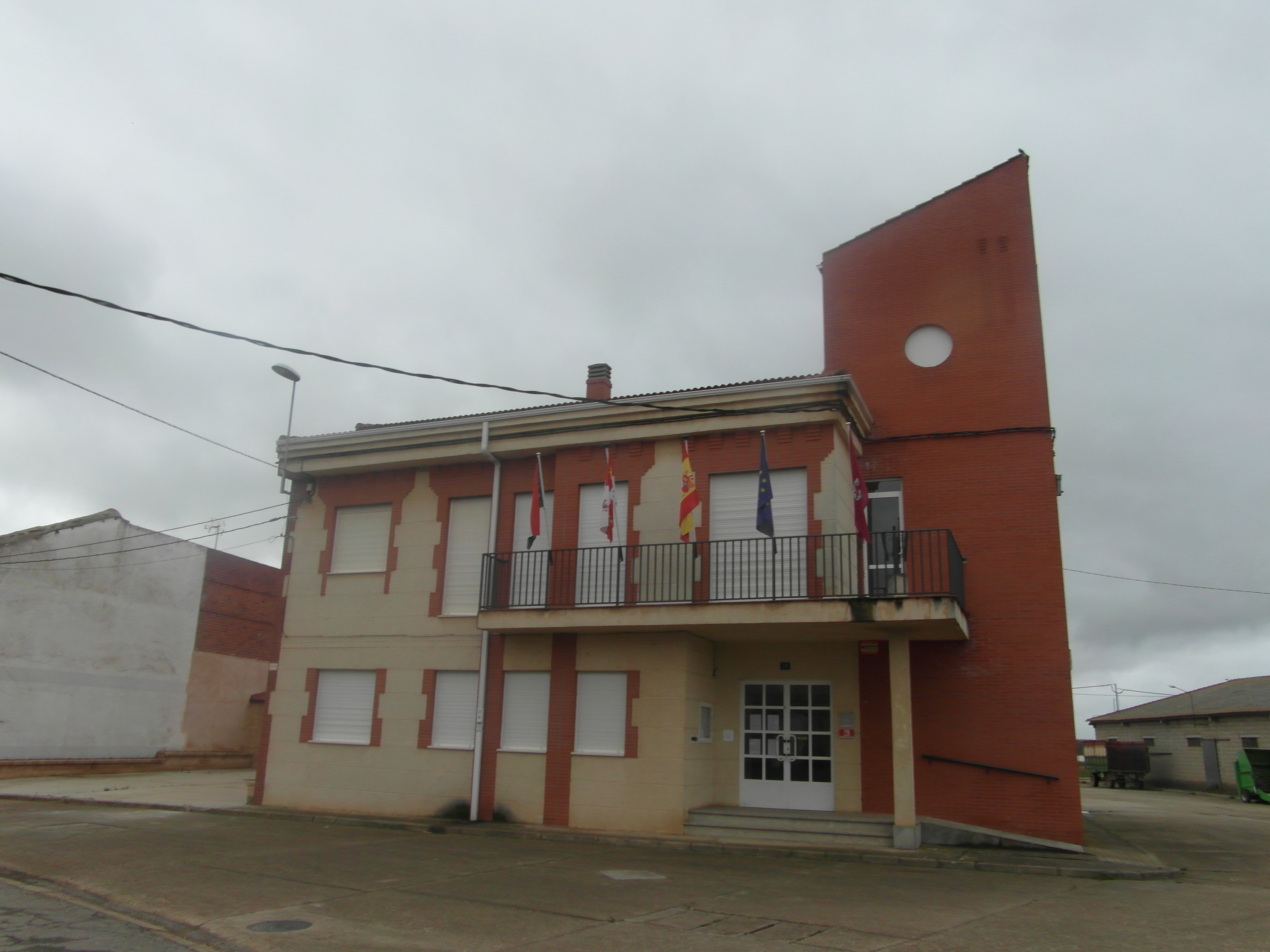
Rathaus

- Kirche
- Rathaus